# Pheroliodes copiosus
Pheroliodes copiosus är en kvalsterart som beskrevs av Hunt och Lee 1995. Pheroliodes copiosus ingår i släktet Pheroliodes och familjen Pheroliodidae. Inga underarter finns listade i Catalogue of Life.